# بخش بنتون (شهرستان پالینگ، اوهایو)
بخش بنتون (به انگلیسی: Benton Township) یک منطقهٔ مسکونی در ایالات متحده آمریکا است که در شهرستان پولدینگ، اوهایو واقع شده‌است.
 بخش بنتون ۹۴٫۶ کیلومتر مربع مساحت و ۱٬۰۳۵ نفر جمعیت دارد و ۲۲۷ متر بالاتر از سطح دریا واقع شده‌است.